# Куп победника купова у фудбалу 1971/72.
Куп победника купова у фудбалу је клупско фудбалско такмичење које се у сезони 1971/72 одржало дванаести пут. Учествовало је 34 екипа из 33 земаља, од тога су 26 националних освајача купа, седам учесника су играла у финалу националних купова: Ливерпул, Спарта, ТЈ Шкода Плзењ, Заглебје, ФК Лин Осло, ФК Комло и Рејнџерс као и Челси, освајач Купа победника купова 1970/71.
Играло се по куп систему по две утакмице од предтакмичења до финала. У случају нерешеног резултата после друге утакмице важило је правило гола у гостима. У финалу се играла једна утакмица. У случају нерешеног резултата у финалу играла се нова утакмица.

## Резултати

### Предтакмичење
| Меч | Клуб        | Држава | укупан рез. | Држава   | Клуб         | 1. утак. | 2. утак. | плеј оф |
| --- | ----------- | ------ | ----------- | -------- | ------------ | -------- | -------- | ------- |
| 1   | БК 1909     | Данска | 4:4 (а)     | Аустрија | Аустрија Беч | 4:2      | 0:2      |         |
| 2   | Хибернијанс | Малта  | 3:2         | Исланд   | Фрам         | 3:0      | 0:2      |         |

### Прва рунда
| Меч | Клуб               | Држава          | укупан рез. | Држава          | Клуб          | 1. утак. | 2. утак. | плеј оф |
| --- | ------------------ | --------------- | ----------- | --------------- | ------------- | -------- | -------- | ------- |
| 1   | Лизберн Дистилери  | Северна Ирска   | 1:7         | Шпанија         | ФК Барселона  | 1:3      | 0:4      |         |
| 2   | Хибернијанс        | Малта           | 0:1         | Румунија        | Стеауа        | 0:0      | 0:1      |         |
| 3   | Сервет             | Швајцарска      | 2:3         | Енглеска        | Ливерпул      | 2:1      | 0:2      |         |
| 4   | ТЈ Шкода Плзењ     | Чехословачка    | 1:7         | Западна Немачка | Бајерн Минхен | 0:1      | 1:6      |         |
| 5   | Лимерик            | Ирска           | 0:5         | Италија         | Торино        | 0:1      | 0:4      |         |
| 6   | Динамо Тирана      | Албанија        | 1:2         | Аустрија        | Аустрија Беч  | 1:1      | 0:1      |         |
| 7   | Рен                | Француска       | 1:2         | Шкотска         | Рејнџерс      | 1:1      | 0:1      |         |
| 8   | Спортинг           | Португалија     | 7:0         | Норвешка        | Лин           | 4:0      | 3:0      |         |
| 9   | Заглебје           | Пољска          | 4:5         | Шведска         | Отвидаберг    | 3:4      | 1:1      |         |
| 10  | Кјерјенг           | Луксембург      | 0:21        | Енглеска        | Челси         | 0:8      | 0:13     |         |
| 11  | Бершот             | Белгија         | 8:0         | Кипар           | Анортозис     | 7:0      | 0:1      |         |
| 12  | Динамо Берлин      | Источна Немачка | пен. 5:4    | Велс            | Кардиф сити   | 1:1      | 1:1      |         |
| 13  | Левски Спартак     | Бугарска        | 1:3         | Холандија       | Спарта        | 1:1      | 0:2      |         |
| 14  | Комло              | Мађарска        | 4:8         | СФРЈ            | Црвена звезда | 2:7      | 2:1      |         |
| 15  | Микелин Палоилијат | Финска          | 0:4         | Турска          | Ескишехирспор | 0:0      | 0:4      |         |
| 16  | Олимпијакос        | Краљевина Грчка | 2:3         | Совјетски Савез | Динамо Москва | 0:2      | 2:1      |         |

### Осмина финала
| Меч | Клуб          | Држава    | укупан рез. | Држава          | Клуб          | 1. утак. | 2. утак.   | плеј оф |
| --- | ------------- | --------- | ----------- | --------------- | ------------- | -------- | ---------- | ------- |
| 1   | ФК Барселона  | Шпанија   | 1:3         | Румунија        | Стеауа        | 0:1      | 1:2        |         |
| 2   | Ливерпул      | Енглеска  | 1:3         | Западна Немачка | Бајерн Минхен | 0:0      | 1:3        |         |
| 3   | Торино        | Италија   | 1:0         | Аустрија        | Аустрија Беч  | 1:0      | 0:0        |         |
| 4   | Рејнџерс      | Шкотска   | 6(а):6      | Португалија     | Спортинг      | 3:2      | 3:4(прод.) |         |
| 5   | Отвидаберг    | Шведска   | 1(а):1      | Енглеска        | Челси         | 0:0      | 1:1        |         |
| 6   | Бершот        | Белгија   | 2:6         | Источна Немачка | Динамо Берлин | 1:3      | 1:3        |         |
| 7   | Спарта        | Холандија | 2:3         | СФРЈ            | Црвена звезда | 1:1      | 1:2        |         |
| 8   | Ескишехирспор | Турска    | 0:2         | Совјетски Савез | Динамо Москва | 0:1      | 0:1        |         |

### Четвртфинале
| Меч | Клуб          | Држава   | укупан рез. | Држава          | Клуб          | 1. утак. | 2. утак. | плеј оф |
| --- | ------------- | -------- | ----------- | --------------- | ------------- | -------- | -------- | ------- |
| 1   | Стеауа        | Румунија | 1:1         | Западна Немачка | Бајерн Минхен | 1:1      | 0:0      |         |
| 2   | Торино        | Италија  | 1:2         | Шкотска         | Рејнџерс      | 1:1      | 0:1      |         |
| 3   | Отвидаберг    | Шведска  | 2:4         | Источна Немачка | Динамо Берлин | 0:2      | 2:2      |         |
| 4   | Црвена звезда | СФРЈ     | 2:3         | Совјетски Савез | Динамо Москва | 1:2      | 1:1      |         |

### Полуфинале
| Меч | Клуб          | Држава          | укупан рез. | Држава          | Клуб          | 1. утак. | 2. утак. | Разигравање |
| --- | ------------- | --------------- | ----------- | --------------- | ------------- | -------- | -------- | ----------- |
| 1   | Бајерн Минхен | Западна Немачка | 1:3         | Шкотска         | Рејнџерс      | 1:1      | 0:2      |             |
| 2   | Динамо Берлин | Источна Немачка | пен. 1:4    | Совјетски Савез | Динамо Москва | 1:1      | 1:1      |             |

### Финале
| Меч | Клуб     | Држава  | укупан рез. | Држава          | Клуб          |
| --- | -------- | ------- | ----------- | --------------- | ------------- |
| 1   | Рејнџерс | Шкотска | 3:2         | Совјетски Савез | Динамо Москва |

| Освајач Купа победника купова у фудбалу 1971/72 |
| ----------------------------------------------- |
| Рејнџерс 1. Титула                              |